# Свет речи
Свет речи (енгл. Word World) је америчка дечја анимирана телевизијска серија. Серија је премијерно емитована 3. септембра 2007. године. До данас су емитоване три сезоне са 80 епизода. Серија је емитована широм света. На српском језику се емитовала на ТВ Мини.

## Радња серијала
Серија је заснована на авантурама животиња (прасета, пса, медвада, жабе итд.), који се састоје из слова и сами од њих праве друге објекте. 

## Приказивање
Серија се приказивала широм света.
- — CBeebies
- — ПБС Кидс
- — ТВ Онтарио
- — Дизни џуниор
- — ТВ Мини

## Контроверзе
Пошто је серија страног порекла и речи су на енглеском, у Србији је представљена као едукативна серија за учење енглеског. Због тога се животиње не називају својим именима, него прво назову име животиње на српском, па на енглеском. На пример: „Дођи, куцо-дог” (енгл. dog — „пас”).